# Pegasus Racing
Pegasus Racing est une écurie de course automobile française  basée en Alsace, à Geispolsheim dans l'agglomération strasbourgeoise. Elle est fondée par Claude et Julien Schell en 1998. En plus de ses activités en sport automobile, l'écurie se consacre à l'exploitation de véhicule historiques. En 2000, l'écurie s'oriente vers les championnats de monoplaces. Elle remporte la saison 2001 du championnat d'Allemagne de Formule Ford, ainsi que la saison 2002 du championnat de France de Formule Ford. La structure strasbourgeoise oriente ensuite ses activités vers l'endurance. C'est dans le championnat VdeV qu'elle remporte deux titres majeurs en 2006 et en 2009. Elle termine également deux fois vice-championne dans ce championnat.
En 2009, l'écurie passe sur la scène Européenne avec un engagement en catégorie LMP2 dans le championnat Le Mans Series. L'année suivante, en parallèle aux Le Mans Series, l'écurie participe aux 24 Heures du Mans. La Norma M200P engagée ne termine pas la course. En 2011, l'écurie devait initialement participer aux Le Mans Series en catégorie LMP2 avec une Courage LC75, mais c'est finalement en Formule Le Mans qu'elle s'engage. Le Pegasus Racing remporte quatre courses sur les cinq que composent le championnat et s'adjuge ainsi les titres écuries et pilotes. En 2015, l'écurie engage pour la première fois un prototype à une manche du championnat du monde d'endurance FIA.

## Historique
Fondée en 1998 par Claude et Julien Schell, l'écurie débute en 2000 en compétition dans les championnats de monoplaces notamment dans le championnat de France de Formule Ford. Vainqueur de l’Euro-Asia-Cup en 2000, Champion d'Allemagne en 2001 puis de France en 2002, un partenariat avec le constructeur Mygale et le développement du modèle SJ2003 apparaît en 2003.

### VdeV Endurance Series (Depuis 2006)
À partir de 2006, l'équipe se consacre exclusivement à l'endurance en Prototypes avec une présence en Challenge Proto VdeV. Championnat qu'elle remporte en fin d'année,. L'écurie fait également quelques apparitions en THP Spider Cup.
En 2008, l'écurie aligne deux Ligier JS49. À l'issue de la saison, elle remporte le championnat avec les pilotes Julien Schell et David Caussanel.
L'année suivante, l'écurie enagage deux nouvelle Ligier JS51. L'une des deux autos est confiée à  Jean et Jean-Christophe Metz. En mars, l'écurie participe aux essais officiel du championnat qui ont lieu sur le circuit de Nevers Magny-Cours.

### Entre Le Mans Series et participations occasionnelles aux 24 Heures du Mans (depuis 2009)

#### Une saison d'apprentissage (2009)

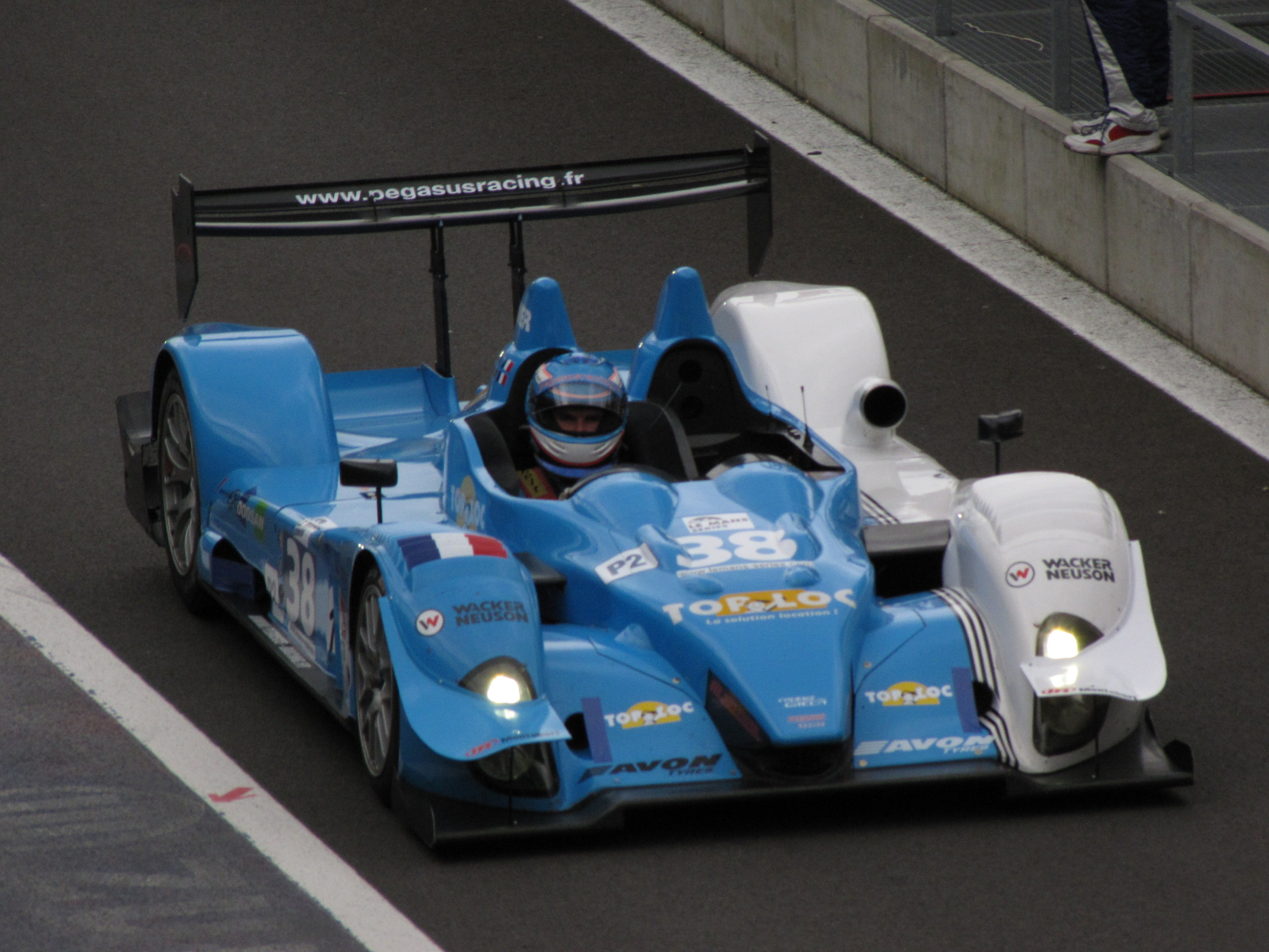
La Courage-Oreca LC75 lors des 1 000 kilomètres de Spa 2009.

En 2009, toujours inscrit en Championnat VdeV, Pegasus Racing engage une Courage-Oreca LC75 en LMP2 aux Le Mans Series. L'auto est motorisée par Advanced Engine Research. En mars, l'écurie est présente aux essais officiels qui ont lieu sur le circuit du Castellet. Les essais sont prévus sur deux jours (8 et 9 mars), mais l'écurie souhaite participer uniquement à la séance du dimanche,. La Courage est confiée à Julien Schell, Philippe Thirion, Jean-Christophe Metz. Pour la première course qui a lieu à Barcelone, seuls les pilotes Julien Schell et Philippe Thirion sont mis à contributions. Ils par abandonnent après 118 tours parcourus,. En mais, lors des 1 000 kilomètres de Spa, la structure alsacienne termine à la 4e place de la catégorie (24e au général),. Initialement présente sur la liste des engagées, l’écurie déclare forfait pour les 1 000 kilomètres d'Alagarve,. En août, à l'occasion des 1 000 Kilomètres du Nürburgring, l'écurie 8e de sa catégorie et 21e du classement général,. En septembre, l'écurie participe à la dernière manche du championnat : les 1 000 Kilomètres de Silverstone. La Courage termine 7e du LMP2 et 18e du général,. L'équipage termine dixième du championnat.

#### Deuxième saison (2010)
En point d'orgue, elle effectue sa première participation aux 24 Heures du Mans, où une Norma M200P est engagée. La voiture est pilotée par Julien Schell, Frédéric Da Rocha (de) et David Zollinger. La course se solde par un abandon aux virages Porsche,,.

#### Titre en Formule Le Mans (2011)

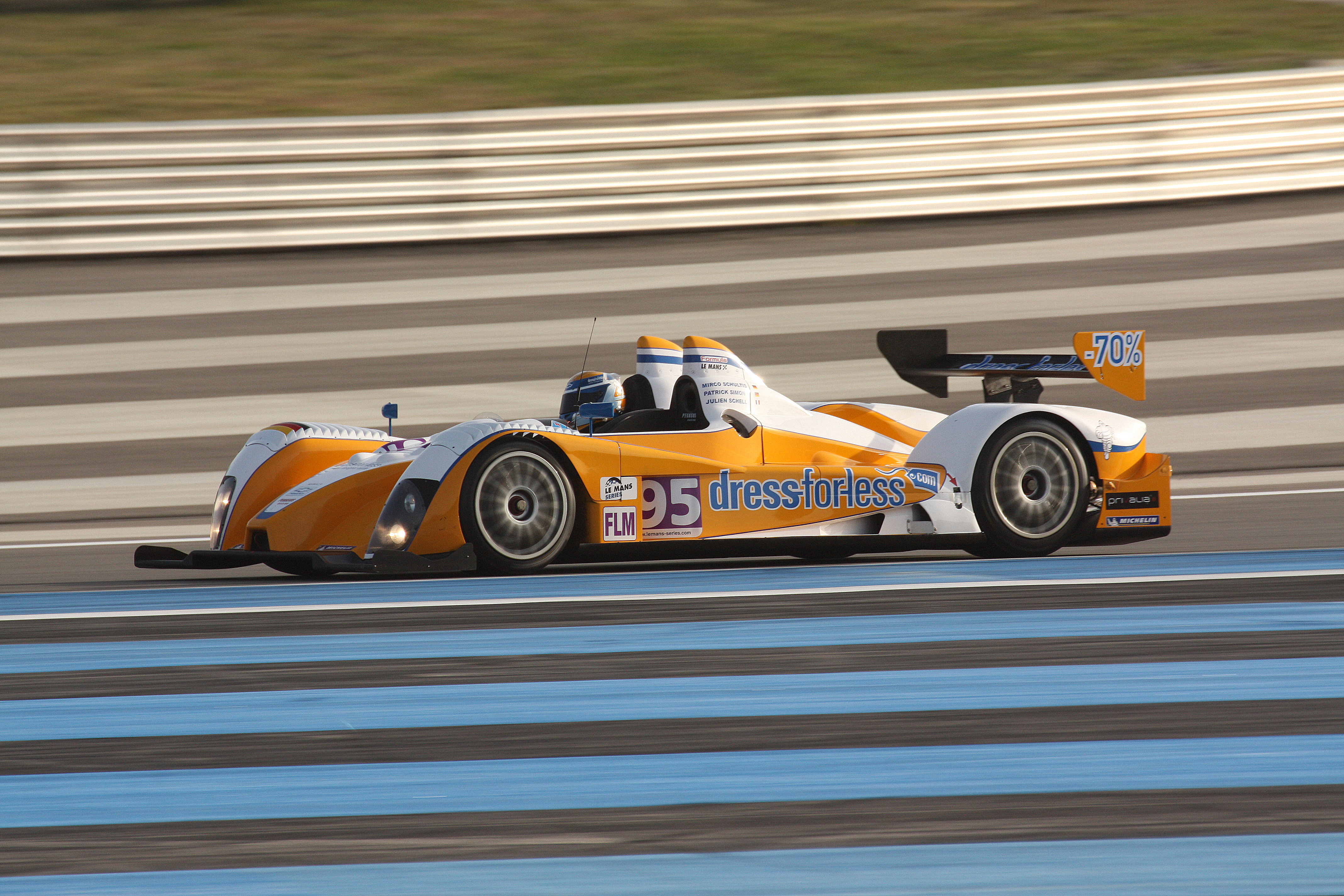
En 2011, le Pegasus Racing remporte les titres pilotes et écurie de la catégorie Formule Le Mans en Le Mans Series (ici lors des 6 Heures du Castellet).

Le 19 janvier, l'écurie annonce son programme qui doit passer par un engagement en Le Mans Series dans la catégorie LMP2. Les pilotes allemand Patrick Simon (vice-champion de Porsche Carrera Cup Allemagne en 1998) et Mirco Schultis sont titularisés pour piloter la Courage LC75 équipée du nouveau V6 biturbo de Honda Performance Devlopment. L'écurie annonce également qu'un dossier de candidature est déposé pour les 24 Heures du Mans. Claude Schell, le cofondateur de l'écurie précise que le Pegasus Racing est soutenu par des partenaires de plus en plus nombreux : « Je suis heureux et fier d’aborder cette troisième saison en Le Mans Series avec notre propre écurie, d’autant plus qu’aujourd’hui, nous sommes suivis par des entreprises de notre région, innovantes et de dimension internationale ».
Mais c'est finalement en Formule Le Mans que l'écurie s'engage.
Lors des 6 Heures de Silverstone, course partagée avec les concurrents de l'Intercontinental Le Mans Cup 2011, l’écurie obtient le titre pilotes. À l'extinction des feux, Patrick Simon s'élance de la quatrième place. Il est deuxième de la catégorie lorsqu'il est relayé au terme de son double relais par Mirco Schultis. Ce dernier parvient à éviter les erreurs sur la piste et s'empare de la première place. À la fin de la cinquième heure de course, lorsque Julien Schell est au volant, l'écart est porté à deux tours sur le deuxième. Mais un ennuis de capot avant fait retomber l'écart à moins d'une minute. Finalement, Schultis parvient à franchir la ligne d'arrivée en vainqueur avec 20 secondes 325 d'avance sur l'Oreca de Genoa Racing. À l'arrivée, Julien Schell souligne l'importance du titre pour les projets à venir de l’écurie : « Le titre Pilotes est acquis, il représente une belle ligne en plus à notre palmarès. Nous avons également fait un grand pas en avant vers le titre Teams, qui est crucial car il offre une sélection pour les 24 Heures du Mans. Notre projet est d'engager une voiture neuve en LM P2, et peut-être un deuxième équipage. Si tout se passe comme prévu à Estoril, nous aurons cinq mois d'avance pour discuter avec des sponsors et des pilotes, choisir le championnat le plus intéressant et le meilleur package châssis-moteur-pneus »,.

#### Retour en European Le Mans Series
L'équipe fait son retour en championnat European Le Mans Series en LMP2 avec une Morgan LMP2 sous le numéro vingt-neuf. D'abord sur la liste des suppléants, l'équipe est repêchée pour participer aux 24H du Mans 2014.
En 2015, l'écurie participe aux 6 Heures de Shanghai.

## Palmarès
- Vainqueur du Challenge Endurance Moderne VdeV en 2006 avec Rémy Wurtz et Julien Schell puis en 2008 avec Julien Schell et David Caussanel
- Vainqueur de la Coupe du monde des nations au Formule Ford Festival 2005
- Vainqueur du Trophée Total Excellium 2005
- Champion de France de Formule Ford 2002 avec Julien Schell
- Champion d'Allemagne de Formule Ford 2001 avec Julien Schell
- Vainqueur de l’Euro-Asia-Cup 2000
- Champion de la catégorie FLM des Le Mans Series 2011 en remportant quatre des cinq courses avec Julien Schell, Mirco Schultis et Patrick Simon
- Champion en Speed EuroSeries en 2013 avec les pilotes Niki Leutwiler et Julien Schell[25]

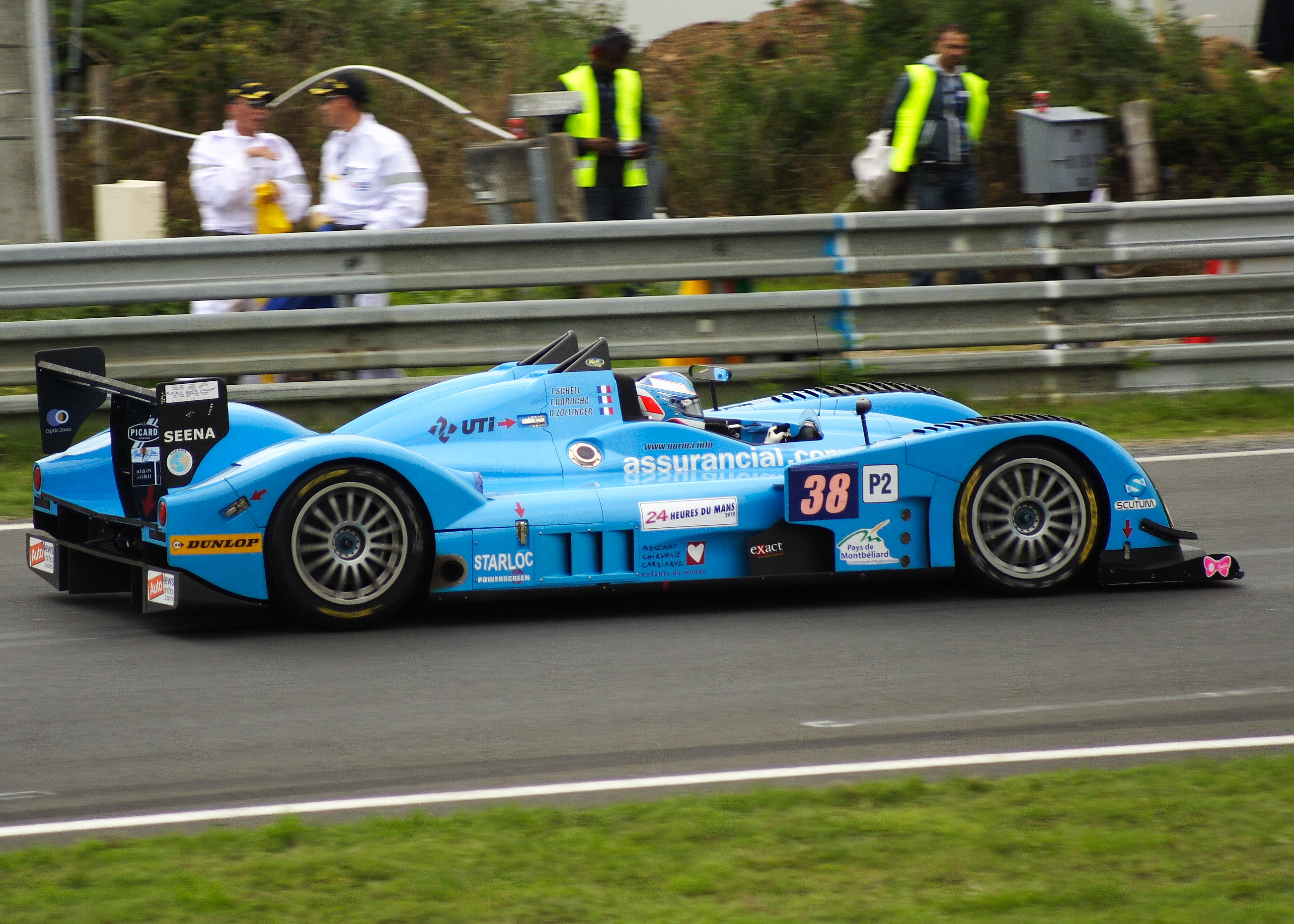
La Norma M200P en 2010.
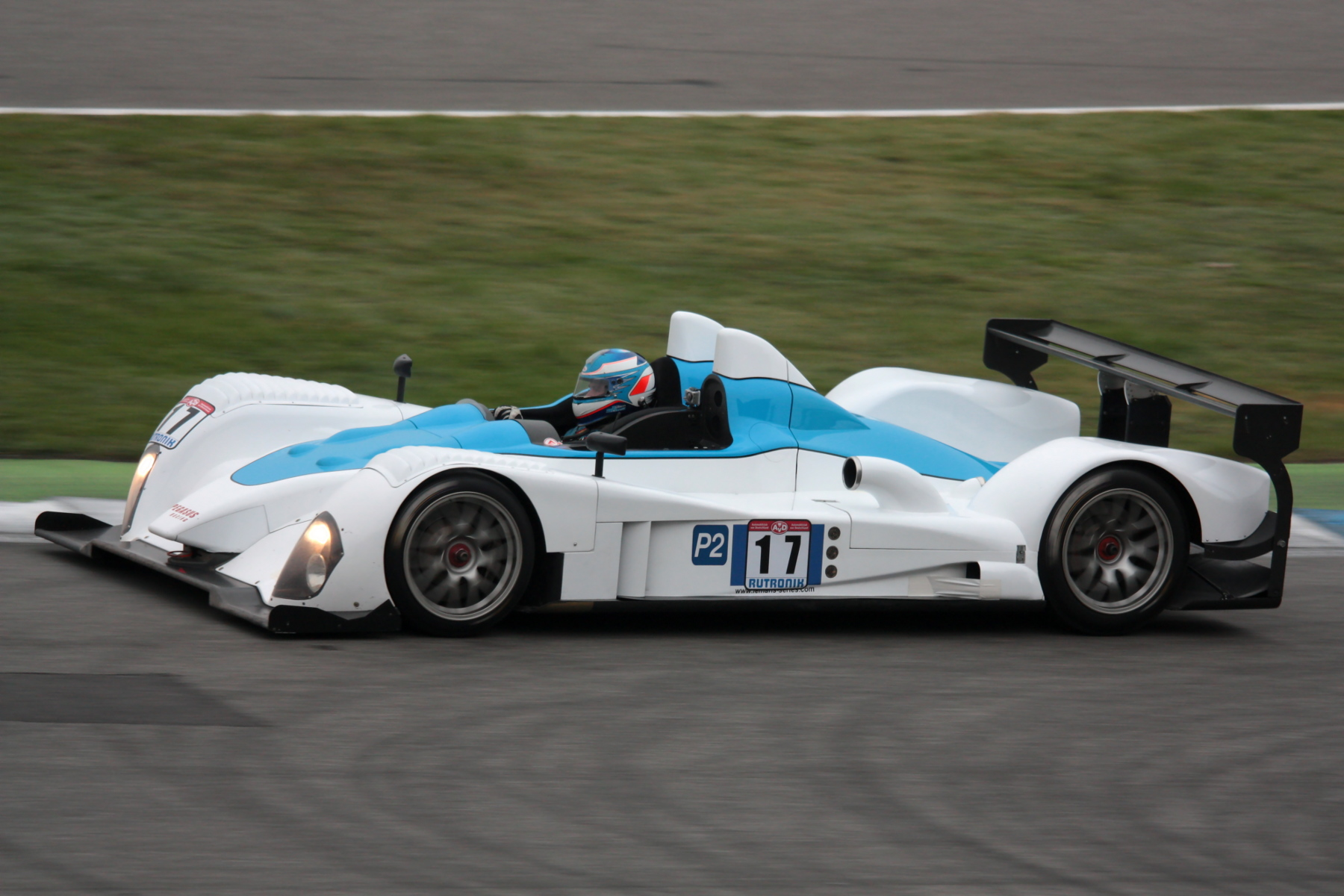
La CourageLC75 en 2013.
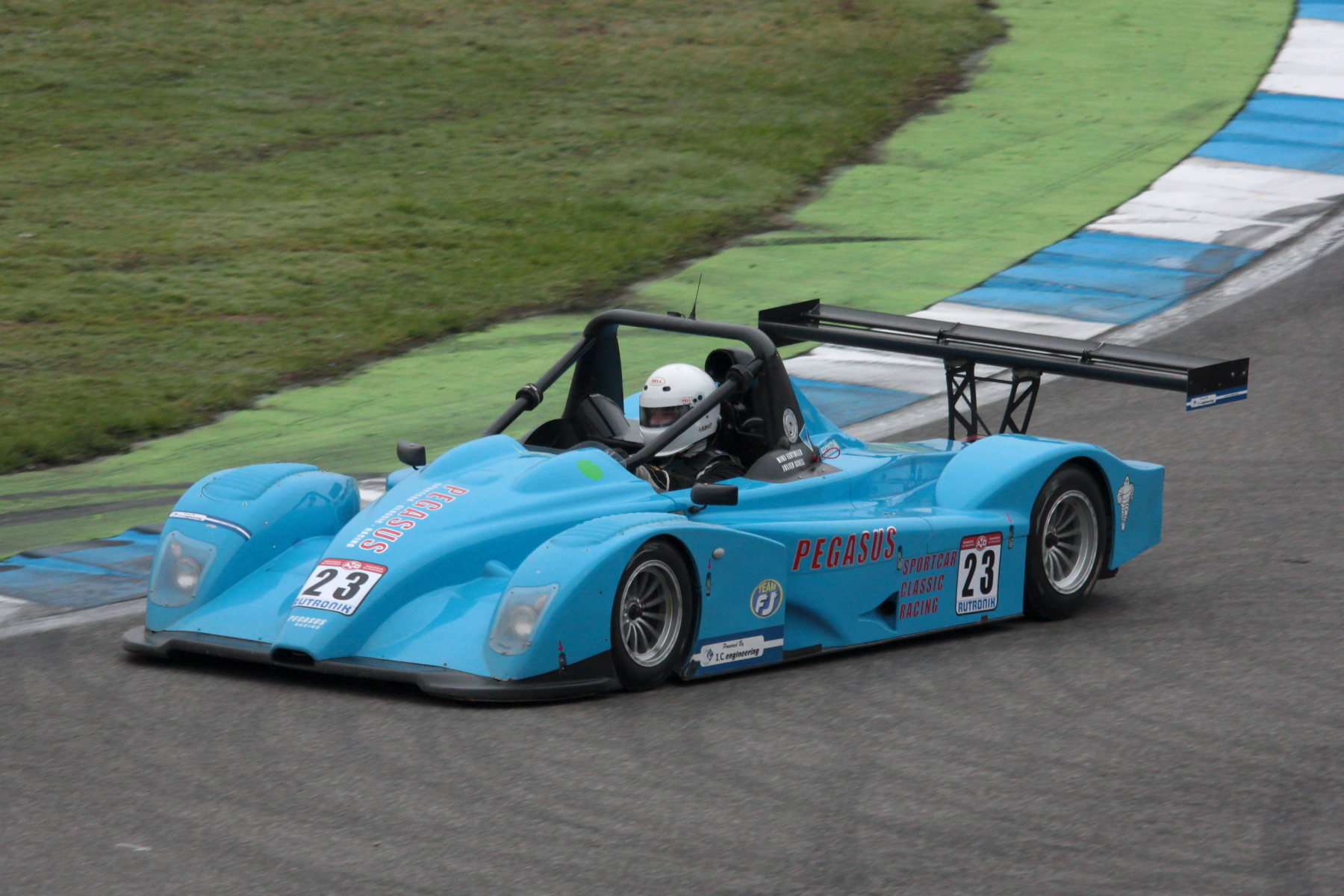
La Ligier JS51 en 2013.

## Pilotes et anciens pilotes
- David Caussanel
- Frédéric Da Rocha
- Niki Leutwiler
- Léo Roussel
- Julien Schell
- Mirco Schultis
- Patrick Simon
- Inès Taittinger
- David Zollinger